# Wet verevening pensioenrechten bij scheiding
De Wet verevening pensioenrechten bij scheiding (wet VPS) regelt in Nederland de verdeling van ouderdomspensioen bij echtscheiding of beëindiging van een geregistreerd partnerschap.
De wet is op 28 april 1994 ondertekend en regelt het recht op pensioenverevening bij echtscheidingen van na 1 mei 1995.

## Werkingssfeer
De wet is van toepassing in de volgende gevallen:
- de echtscheiding is na 30 april 1995 ingeschreven bij de burgerlijke stand;
- de scheiding van tafel en bed is na 30 april 1995 definitief geworden;
- het geregistreerd partnerschap is na 30 april 1995 beëindigd.

## Uitvoering
De wet VPS voorziet, tenzij de echtgenoten de toepassing van de wet hebben uitgesloten, in een verevening van rechtswege bij echtscheiding of scheiding van tafel en bed van het tijdens het huwelijk opgebouwde ouderdomspensioen. Verevening geeft beide partijen het recht op de helft van dat pensioen (50/50). Daarbij voorziet de wet in een directe vordering van de vereveningsgerechtigde op de pensioenuitvoerder voor
het haar of hem toekomende pensioendeel.
Na inschrijving van de echtscheiding bij de burgerlijke stand heeft een der partijen twee jaar de tijd om een verzoek in te dienen bij de pensioenuitvoerder (pensioenverzekeraar of pensioenfonds). De motivering voor deze beperking tot twee jaar is: "Voorkomen moet worden dat relevante gegevens niet meer te achterhalen zijn of verloren gaan" (Memorie van Toelichting, kamerstuk 1990-1991, 21893, nr. 3, blz 10).
Dit dient te gebeuren door middel van het formulier "Mededeling van scheiding in verband met verdeling van ouderdomspensioen". Dit formulier is bij het gemeentehuis of via Postbus 51 te verkrijgen. Op de website van rijksoverheid is het formulier in pdf-formaat beschikbaar.
Indien dit verzoek tot verevening op tijd is ingediend, is de pensioenuitvoerder verplicht om na de verdeling de ontvangende partij een rechtstreekse uitbetaling te doen zodra de pensioenaanspraak tot uitkering komt.
Indien het verzoek niet op tijd is ingediend, betekent dit niet dat er geen verdeling van ouderdomspensioen hoeft plaats te vinden, echter de pensioenuitvoerder is dan niet verplicht de uitbetaling rechtstreeks aan de vragende partij te doen. Dan zal de vragende partij dit met de ex-partner moeten regelen. (De vragende partij heeft hierbij nog steeds recht op de 50/50 verdeling.) Overigens zal soms de pensioenuitvoerder coulancehalve toch nog meewerken aan een verevening, ondanks dat niet aan de wettelijke termijn is voldaan. 
Het verevende ouderdomspensioen is voor het moment van uitkeren afhankelijk van de leeftijd van degene die als verzekerde op de polis vermeld staat. Op de pensioendatum van de verzekerde zal de uitbetaling -meestal maandelijks- plaatsvinden voor zowel de verzekerde als de ex-partner. Dit betekent ook dat als de verzekerde overlijdt voor het ouderdomspensioen tot uitkering is gekomen, de ex-partner geen uitkering zal ontvangen. Immers wordt aan de verzekerde door voortijdig overlijden ook geen ouderdomspensioen uitgekeerd.
Om dit te voorkomen kan men op het aanvraagformulier voor verevening aangeven dat men 'conversie' wenst te plegen. Dit betekent dat het deel dat voor verevening in aanmerking komt, wordt omgezet in een ouderdomspensioen op het leven van de vragende partij. Dan is de uitkering dus niet meer afhankelijk van het wel of niet behalen van de pensioenuitkering van de oorspronkelijke verzekerde. Dit heet ook wel een zelfstandige aanspraak op ouderdomspensioen. Wel kan door conversie de hoogte van de uitkering beïnvloed worden.
Volgens de Pensioenwet (voorheen de Pensioen- en spaarfondsenwet) heeft een ex-partner ook nog recht op de gehele aanspraak van partnerpensioen tot de datum van echtscheiding. Deze aanspraak wordt afgesplitst op een aparte polis en wordt dan Bijzonder partnerpensioen genoemd.

## Schema
Aan het einde van Kabinetsstandpunt inzake evaluatie Wet verevening pensioenrechten bij scheiding (2009, herdruk) staat het volgende:
   In onderstaand schema zijn de verschillende casusposities geschetst. In dit schema is de wens van partijen (wel of niet willen verevenen) in de eerste kolom opgenomen. De tweede kolom geeft de feitelijke situatie weer: is het formulier ingezonden? Is de afspraak om van deling af te zien conform de vormvoorschriften vastgelegd? De rechtspositionele gevolgen (weergegeven in de derde kolom) worden bepaald door de feiten. In geval partijen in het geheel geen (mondelinge) afspraak hebben gemaakt bij de scheiding over het pensioen zijn de rechtspositionele gevolgen eveneens afhankelijk van voornoemde feiten.
| Wat willen scheidende partijen wat betreft het ouderdomspensioen? | Feitelijke situatie | Rechtspositionele gevolg | Art WVPS              |
| ----------------------------------------------------------------- | --- | --- | --------------------- |
| Verevenen (of geen afspraak)                                      | Formulier wordt op tijd ingezonden | Pensioenuitvoerder zal het ouderdomspensioen t.z.t. gesplitst uitbetalen | 2, lid 2              |
| Verevenen (of geen afspraak)                                      | Formulier niet, of te laat ingezonden | Vereveningsgerechtigde heeft recht op gedeeld ouderdomspensioen jegens vereveningsplichtige, niet jegens pensioenuitvoerder. Pensioenuitvoerder is niet verplicht gesplitst uit te betalen, maar wil op verzoek mogelijk meewerken | 2, lid 6              |
| Niet verevenen                                                    | Afspraak om van verdeling af te zien is vastgelegd in huwelijkse voorwaarden of convenant, en ingezonden                                                                                    | Pensioenuitvoerder betaalt ouderdomspensioen geheel uit aan degene die het heeft opgebouwd. De persoon die het pensioen heeft opgebouwd is niet vereveningplichtig jegens de ex-partner                                            | 2, lid 1 jo. 2, lid 2 |
| Niet verevenen                                                    | – Afspraak om van verdeling af te zien is niet vastgelegd in huwelijkse voorwaarden of convenant – Het formulier wordt niet ingezonden.                                                     | Pensioenuitvoerder betaalt ouderdomspensioen geheel aan degene die het heeft opgebouwd. De persoon die het pensioen heeft opgebouwd is wel vereveningsplichtig jegens de ex-partner                                                | 2, lid 1 jo. 2, lid 6 |
| Niet verevenen                                                    | – Afspraak om van verdeling af te zien is niet vastgelegd in huwelijkse voorwaarden of convenant – Het formulier wordt ondanks de afspraak tussen partijen tóch ingezonden, en wel op tijd. | De pensioenuitvoerder zal het ouderdomspensioen gesplitst moeten uitbetalen | 2, lid 2              |

NB: "jo." is de afkorting van "juncto", latijn voor "in samenhang met".

## Gevallen van voor 30 april 1995
Bij echtscheidingen die voor 30 april 1995 zijn ingeschreven in de registers van de burgerlijke stand is de Wet VPS niet van toepassing. Om toch tot een verdeling te komen wordt gekeken naar het arrest van 27 november 1981 van de Hoge Raad in de zaak Boon-van Loon. Hierin kwam de raad terug op het eerdere oordeel van 7 oktober 1959. Verdeling volgens Boon-van Loon houdt in dat de waarde van ouderdoms- en partnerpensioen bij elkaar wordt opgeteld (bijvoorbeeld EUR 20.000 ouderdomspensioen en EUR 10.000 partnerpensioen, totaal EUR 30.000). Vervolgens krijgt de partner de helft van deze waarde, dus EUR 15.000. De partner moet hier echter eerst het partnerpensioen ad EUR 10.000 voor inkopen en vervolgens voor de rest ad EUR 5.000 ouderdomspensioen.

## Afwijking van de standaard is toegestaan in onderling overleg
De partners kunnen met elkaar een andere verdeling dan 50/50 afspreken en ook conversie is zoals boven genoemd een mogelijkheid. Uit onderzoek blijkt echter dat zelden wordt afgeweken van de wettelijke standaardverdeling. Om erachter te komen of het in een specifieke situatie verstandig is om van de standaard af te wijken is het advies van een specialist noodzakelijk (bijvoorbeeld een advocaat, financieel planner of pensioenadviseur).
1. ↑  mededeling van scheiding in verband met verdeling van ouderdomspensioen rijksoverheid 26-10-2016, bezocht 8-3-2019
2. ↑  Zie bijvoorbeeld blok 2 van 5 in het Schema op deze pagina en pagina 48 (onder de grafiek) van het SEO-onderzoek.